# Юхарин, Иван Иванович
 Иван Иванович Юхарин  (ок. 1750 — после 1809) — русский кораблестроитель, корабельный мастер, строитель парусных кораблей, стапелей и эллингов, заведовал судоремонтом и кораблестроением в Севастопольском адмиралтействе. Именем кораблестроителя и его брата названа Юхарина балка на южной стороне Севастополя близ Камышовой бухты.

## Биография
Родился около 1750 года. В 1763 году был определён в корабельные ученики на верфи Таганрогского адмиралтейства, где принимал участие в достройке «новоизобретённых» судов для Азовской флотилии.
В 1778 году, после основания города Херсона, Иван Юхарин был переведён на новую судоверфь, где продолжал учёбу у корабельного мастера А. С. Катасанова. В 1779 году был послан на Гнилотонскую верфь, где был помощником у корабельного мастера Осипа Матвеевича Матвеева и под его руководством строил четыре парусных 44-пушечных номерных фрегата, впоследствии получивших наименование: «Стрела», «Победа», «Перун» и «Лёгкий».
В 1781 году окончил курс обучения и после успешной сдачи экзамена получил звание «обученного тиммермана унтер-офицерского чина». Продолжал работать в Херсоне помощником корабельного мастера.
В декабре 1782 года Юхарин прибыл в Ахтиарскую бухту вместе с кораблями Азовской флотилии «Осторожный» и «Храбрый», пришедших сюда на зимовку с целью определения возможности базирования кораблей будущего Черноморского флота. В Килен-бухте, под руководством Юхарина был сооружён киленбанок — пристань для осмотра и ремонта подводной части кораблей. Своё название бухта получила именно от способа очистки дна кораблей. Корабли килевали, то есть кренили набок так, чтобы днище выходило из воды на сушу, а потом его очищали от ила и ракушек.
С началом строительства нового города, названного 10 (21) февраля 1784 года императрицей Екатериной II Севастополем, Юхарин возглавил работы по созданию адмиралтейства.
В 1786 году корабельный подмастерье Юхарин был членом комиссии по защите судов Черноморского флота от «червоядия». Он предложил на нескольких из находившихся в Севастополе судов сделать вторую обшивку, поставить суда около берега в том месте, где наиболее проявляется активность «древоточцев», и через год провести освидетельствование судов. Предложение было одобрено, и в июне 1786 года князь Г. А. Потёмкин издал распоряжение Черноморскому адмиралтейскому о проведении эксперимента, который впоследствии дал свои положительные результаты.
Корабельного подмастерья Юханина высоко ценил адмирал Ф. Ф. Ушаков. В рапорте Черноморскому адмиралтейскому правлению от 10 июля 1791 года по поводу окончания ремонта 66-пушечного линейного корабля «Иоанн Предтеча» Ушаков писал: «…особо же замечен мною господин корабельный подмастерье секунд-майорского чина Юхарин, неусыпным прилежанием и старанием заслуживает благоволения и милости вашей светлости, о которой сим и представить честь имею…».
Юхарин за руководство ремонтом кораблей, находящихся в Севастопольском порту, был награждён орденом и имел приставку к званию «кавалер». В 1799 году Юхарин произведён в чин корабельного мастера. Когда Ф. Ф. Ушаков добился разрешения на строительство в Севастополе военных кораблей, то в качестве ближайшего помощника и руководителя строительством кораблей он пригласил Юхарина. В мае 1798 года Юхарин участвовал в испытании нового 74-пушечного линейного корабля гладкопалубной конструкции «Святой Захарий и Елизавета», строителем которого был его первый учитель А. С. Катасанов. Адмирал Ф. Ф. Ушаков был против строительства подобных кораблей, в своём письме Катасанову и рапорте в Черноморское правление он настоятельно просил в дальнейшем «корабли строить обыкновенным во всей Европе употребляющимся манером и сходно в кронштадтском флоте». Донесения Ф. Ф. Ушакова ушли императору и в Адмиралтейств-коллегию. По указанию императора Павла I была назначена комиссия для определения практических качеств построенных кораблей в сравнении с другими, в эту комиссию вошёл корабельный мастер И. И. Юхнин. Корабль «Святой Захарий и Елизавета» вместе с другим кораблём новой гладкопалубной конструкции «Святой Пётр» и тремя кораблями старой конструкции принял участие в испытаниях. Гладкопалубные корабли Катасанова при морских испытаниях проявили себя с наилучшей стороны. 15 ноября 1895 года был заложен такой же линейный корабль «Симеон и Анна». Все корабли Катасанова, построенные со сплошной палубой, вошли в состав эскадры Ф. Ф. Ушакова, и затем успешно участвовали в войне с Францией 1798—1800 годов.
30 декабря 1798 года Юхарин вместе с 36-ю мастеровыми, по просьбе адмирала Ушакова и распоряжению Черноморского адмиралтейского правления, прибыл на остров Корфу, где в гавани Гуви организовал ремонтную базу для ремонта кораблей Черноморского флота, принимавших участие в войне с Францией 1798—1800 годов, а в 1800 году, вернувшись в Севастополь, продолжил по приказанию адмирала Ушакова ремонт кораблей, возвратившихся после военного похода в базу Черноморского флота.
Проживал Юхарин в Севастополе на улице Екатерининской, где располагались дома старших офицеров флота, недалеко от дома адмирала Ф. Ф. Ушакова. Несмотря на то, что адмирал Ушаков ценил корабельного мастера и доверял ему ответственные работы, между Юхариным и адмиралом возникали разногласия. В один из выходов кораблей в море Ушаков приказал занести в вахтенный журнал, что «господин корабельный мастер Юхарин неоднократныя ему, адмиралу, быть в каюте, оказал грубости, да и на шханцах, когда велено было сойти вниз, против сего был ослушен».
После возвращения кораблей Черноморского флота из Средиземного моря Юхарин продолжал заведовать судоремонтом в Севастопольском адмиралтействе. В декабре 1804 года проводил расследование и определял возможность восстановления габары «Иосиф», которая села на мель, а затем легла на бок у мыса Константиновской батареи. В апреле 1805 года в Севастополь из Санкт-Петербурга прибыл корабельный мастер О. П. Амосов, которому было поручено организовать в адмиралтействе судостроение. Но Амосов пробыл в Севастополе недолго, и работу по созданию судостроения в адмиралтействе продолжил Иван Юхарин — корабельный мастер 7 класса согласно Табели о рангах. Под его руководством был сооружён стапель, на котором 15 (27) декабря 1808 года был заложен первый корабль — 18-пушечный парусный корвет «Крым», до этого кораблей данного класса Черноморский флот не имел. Закончить строительство корвета Юхарин не успел, достраивал корабль корабельный мастер А. И. Мелихов. В 1809 году по болезни Иван Иванович Юхарин ушёл в отставку и вскоре умер.

## Память
На южной стороне Севастополя близ Камышовой бухты расположена Юхарина балка, которая своим названием обязана семейству Юхариных — а именно корабельному мастеру И. И. Юхарину и его брату Фёдору Ивановичу — генерал-майору, цейхмейстеру — управлявшему частями морской артиллерии Черноморского флота, Георгиевскому кавалеру. Братья поселились в Севастополе в районе этой балки сразу же после основания города.